# ورم ظهاري زهمي
ورم ظهاري زهمي (بالإنجليزية: Sebaceous epithelioma)‏ هو حالة جلدية تَظهر على شكل حطاطة صفراء أو برتقالية.:662